# 7556 Perinaldo
7556 Perinaldo eller 1982 FX2 är en asteroid i huvudbältet som upptäcktes den 18 mars 1982 av den belgiske astronomen Henri Debehogne vid La Silla-observatoriet. Den är uppkallad efter den italienska byn Perinaldo.
Asteroiden har en diameter på ungefär 10 kilometer.